# Torsten Björklund
Erik Torsten Björklund, född 28 september 1923 i S:t Matteus församling i Stockholm, död 19 april 2013 i Sofia församling i Stockholm, var en svensk ingenjör, entreprenör och antikhandlare.
Björklund var son till ingenjören Einar Björklund och Britta Larson samt bror till konstnären Kaisa Melanton. Efter ingenjörsexamen vid Stockholms tekniska institut (STI) 1942 fick han samma år anställning vid AB Björklund & Vedin i Stockholm, där han var verkställande direktör från 1956. Han var ägare av PVC-material AB från 1959, AB Björklund & Vedin från 1963, Svenska Stramax AB från 1963, Wickberg & Lif AB från 1964 samt Oil-Vent AB från 1965.
Han var gift fem gånger. Första gången 1948–1958 med Britta Svensson (1921–2012), andra gången 1967–1974 med Marie Louise Ansker (född 1939), tredje gången 1975–1979 med Mona-Lis Ström (född 1951), fjärde gången 1980–1984 med Ulrika Gregemark (född 1954) och femte gången från 1987 till sin död med skådespelaren och sångerskan Monica Nielsen (1937–2025). Han fick två barn, sönerna Thomas 1947 och Janek 1949.
Han är begravd på Skogskyrkogården i Stockholm.